# Malia (geslacht)
Malia is een monotypisch geslacht van zangvogels uit de familie Locustellidae. De wetenschappelijke naam van de groep werd voor het eerst voorgesteld door Hermann Schlegel in 1880. 

## Soorten
De enige soort in dit geslacht:
- Malia grata – Malia.